# José Zamora Girona
José Zamora Girona (20 de agosto de 1988, Barcelona, España) es un exfutbolista español que jugaba de centrocampista. Su último club fue el Real Madrid Castilla Club de Fútbol en la Segunda División de España.
Internacional por España con sus categorías inferiores, el jugador se proclamó campeón de Europa en Austria 2007 con la selección sub-19.

## Trayectoria

### Categorías inferiores
Comienza su carrera futbolística en uno de los históricos del fútbol español, el C.E. Júpiter, donde permacence dos años antes de recalar en el U.D. Gramanet donde se va formando como futbolista hasta fichar por el R. C. D. Espanyol, al que llega con 12 años, en la categoría de alevines. 

### R. C. D. Espanyol
Va ascendiendo por las distintas categorías inferiores del Espanyol, hasta que finalmente alcanza el equipo filial, el R. C. D. Espanyol "B" con el que disputa la mitad de la temporada 2006-07 en la Segunda División "B". El futbolista intercambia posiciones entre el interior derecho y el izquierdo, posiciones en las que puede desenvolverse eficazmente.

### S.D. Eibar
En el mercado invernal, en enero de 2008, se une a las filas del conjunto vasco S.D. Eibar. En esta breve etapa en la que disputa seis encuentros, colabora a que el equipo, que milita en la Segunda División, mantenga la categoría, con unas actuaciones que llaman la atención del Real Madrid.

### Real Madrid Castilla C.F.
En la temporada 2008-09 se incorpora a la disciplina del Real Madrid, jugando para su primer equipo filial, el Real Madrid Club de Fútbol. Sin embargo, no encuentra la titularidad en el equipo, y es cedido a distintos equipos.

### S.D. Ponferradina
Zamora recala en la S.D. Ponferradina donde si obtiene oportunidades que valen para que el equipo retorne a la Segunda División después de tres años de susencia. Tras una aceptable temporada, retorna al club que posee sus derechos, el Real Madrid Castilla, que vuelve a cederlo la siguiente temporada, esta vez, fuera de España.

### Halmstads BK
El 1 de febrero de 2011 llega al equipo sueco del Halmstads BK, acompañado por los también jugadores del Castilla, Raúl Ruiz y Javi Hernández, primo del también futbolista y exjugador del Real Madrid, José María Gutiérrez Hernández «Guti».
Tras finalizar el contrato de cesión, el jugador vuelve al Real Madrid Castilla para jugar la temporada 2011-12.

### Real Madrid Castilla C.F.
En la nueva temporada, el jugador se proclama junto al equipo campeón del Grupo I de la Segunda División "B" de 2012 lo que les otorgó el derecho a jugar la fase de ascenso de campeones. En ella el filial conseguiría regresar a la Segunda División después de 5 años tras derrotar al Cádiz CF por un resultado global de 8-1. En la ida el equipo blanco logró una victoria de 0-3, que se completó en el partido de vuelta en el Estadio Alfredo Di Stéfano con otra victoria por 5-1.

## Clubes
Actualizado al último partido jugado el 27 de mayo de 2012
| Club                  | País   | Temporada |
| --------------------- | ------ | --------- |
| R. C. D. Espanyol "B" | España | 2006-07   |
| S.D. Eibar            | España | 2007-08   |
| Castilla C.F.         | España | 2008-09   |
| S.D. Ponferradina     | España | 2009-10   |
| Halmstads BK          | Suecia | 2010-11   |
| Castilla C.F.         | España | 2011-12.  |

## Palmarés

### Campeonatos nacionales
| Título               | Equipo        | País   | Año  |
| -------------------- | ------------- | ------ | ---- |
| Segunda División "B" | Castilla C.F. | España | 2012 |

### Campeonatos internacionales
| Título         | Equipo | País    | Año  |
| -------------- | ------ | ------- | ---- |
| Europeo Sub-19 | España | Austria | 2007 |